# Ligia Escalante
 Ligia Escalante es una actriz y bailarina mexicana, comenzó bailando en la Compañía Nacional de Danza, también ha trabajado en diversos ballets y actuado en teatro, cine y televisión.

## Trayectoria

### Teatro
- Sugar
- Chao Valentino
- Los novios
- El fantasma de la ópera
- A chorus line
- La vida de las marionetas
- Son
- El juego mágico
- Ligia es-kalante, Ligia es-kaliente, Ligia es-kandente

### Series de TV
- Nocturninos (2008-2013) ... Varios personajes
- Desde Gayola (2004-2012) ... Ligia  (Segmento: Joterías con Ligia / Vanessa (Segmento: El Mundo de Maniguis)
- Destinos (1992) ... Consuelo (Episodio: "El secreto")
- Cachún cachún ra ra! (1982-1984) ... Susú

### Telenovelas
- La mujer de Judas ... Chencha Pérez
- Simplemente María (1989-1990) ... Nadya
- Esperándote (1985) ... Sra. Miranda

### Películas
- Estuches de madera (1994)
- Marea suave (1992)
- Allá en el Rancho Chico (1992)
- Federal de narcóticos (División Cobra) (1991)
- Los apuros de un mafioso (1989)
- La casa que arde de noche (1985)
- La pachanga (1981)
- Tango (1976)

### Video Home
- Fachoso y mitotero (1998)

### Cortometrajes
- Minutos de vida (2008) ... Sra. Valtierra
- No es pecado (2005)
- Carolina dice (1985)